# Massicus dierli
Massicus dierli là một loài bọ cánh cứng trong họ Cerambycidae.